# Gesse tubéreuse
Lathyrus tuberosus
Espèce
Classification phylogénétique
La gesse tubéreuse, Lathyrus tuberosus, est une espèce de plantes à fleurs de la famille des Fabaceae (de la sous-famille des Faboideae selon la classification phylogénétique). C'est une plante herbacée vivace trouvée en Europe et en Asie tempérée.
Cette espèce était autrefois cultivée pour ses tubercules comestibles.

## Noms vernaculaires
La gesse tubéreuse, anciennement appelée « macjonc », elle porte aussi comme noms vernaculaires : anotte, macusson, marcasson, souris de terre, châtaigne de terre, gland-de-terre, noix de terre, pois tubéreux, truffe de Lorraine, souris de Hollande. Cette plante ne doit pas être confondue avec le rongeur de l'espèce Apodemus sylvaticus appelé aussi souris de terre, ni avec le champignon truffe, cultivé dans la Meuse, et ainsi appelé " truffe de Lorraine ".

## Répartition et habitat
Elle est originaire d'Europe et d'Asie tempérée. On la trouve çà et là en France, sur sol calcaire et argileux, sur les talus et  bords des routes.

## Description

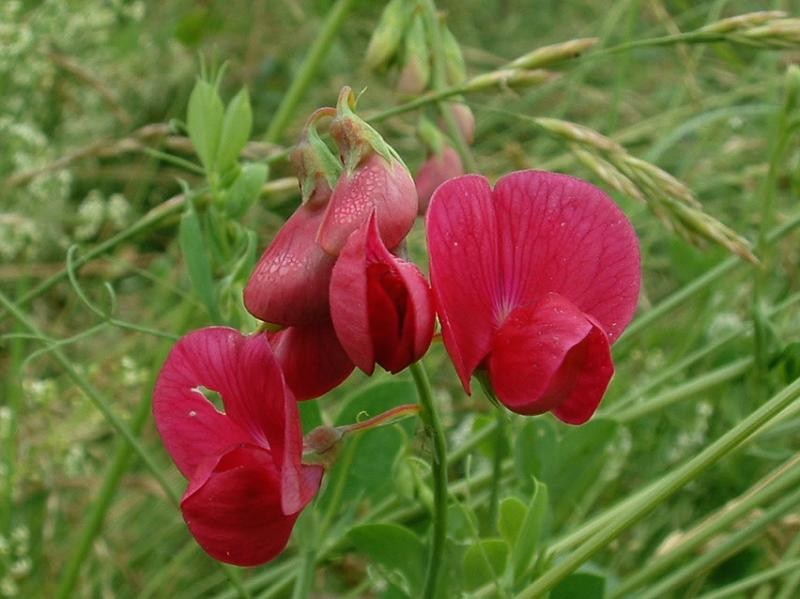
Fleurs.

C'est une plante grimpante, à grandes fleurs roses ou pourpres. Les feuilles ont 2 folioles arrondies terminées par des vrilles. La tige principale peut mesurer de 1,20 m à 2 m de long. Les tubercules bruns et ridés peuvent atteindre 2 à 3 centimètres.

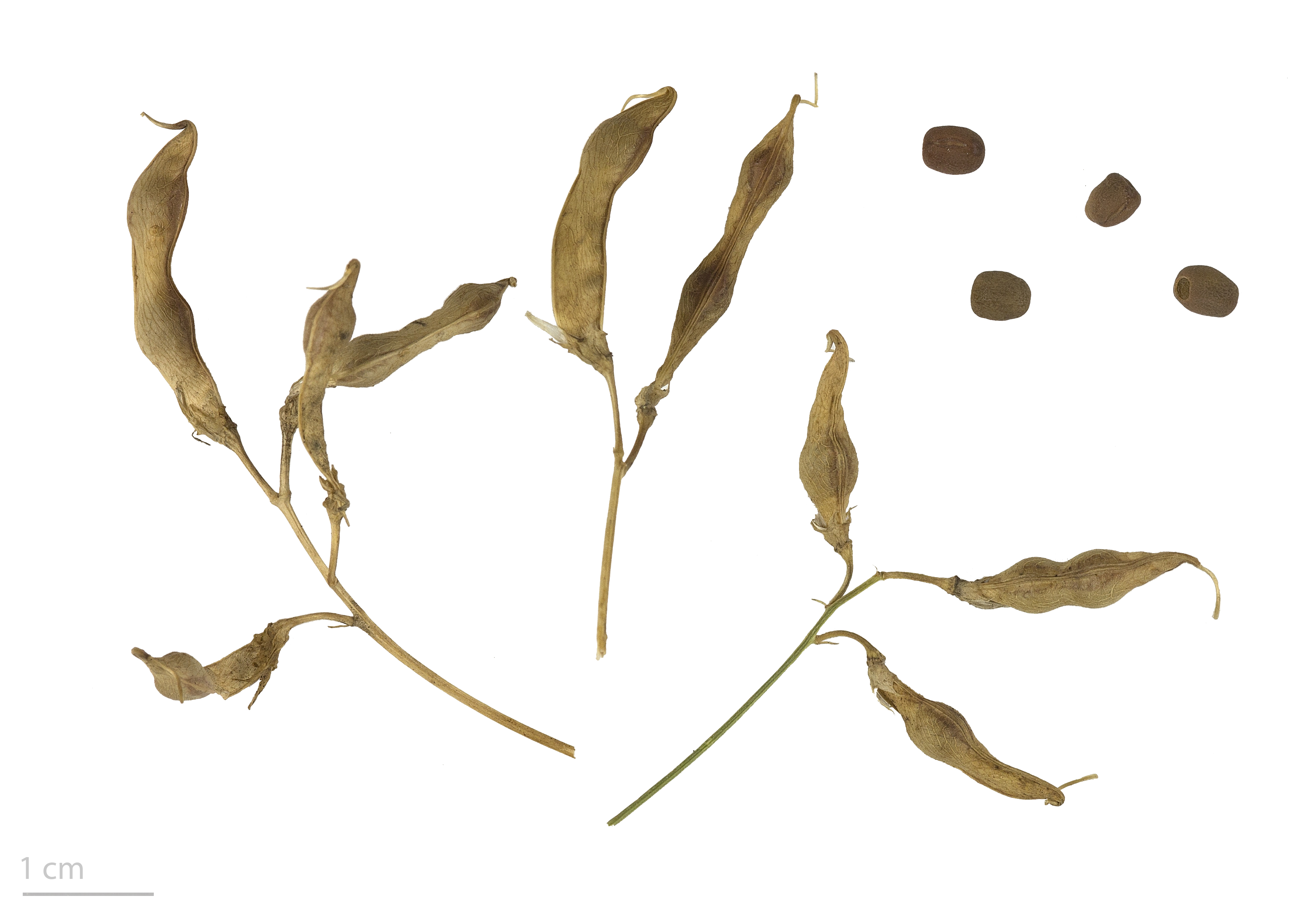
Lathyrus tuberosus au Muséum de Toulouse.

### Caractéristiques
Organes reproducteurs
- Couleur dominante des fleurs : rose
- Période de floraison : juillet-octobre
- Inflorescence : racème simple
- Sexualité : hermaphrodite
- Pollinisation : entomogame
- Fruit : gousse
- Dissémination : épizoochore

Habitat et répartition
- Habitat type : ourlets basophiles médiœuropéens, xérophiles
- Aire de répartition : eurasiatique[5]

## Écologie
Bruchus affinis, la Bruche de la gesse, est une espèce d'insectes coléoptères de la famille des Chrysomelidae et de la sous-famille des Bruchinaequi se reproduit sur les gesses (plantes du genre Lathyrus), dont la gesse tubéreuse. Les adultes sont groupées sur les plantes et participent peut-être à la pollinisation. Les femelles pondent sur les jeunes gousses et les larves se développent aux dépens des graines.

## Utilisation
Autrefois cultivée comme fourrage, elle était aussi utilisée en tant que légume.
Une étude de 1983 montre le bon potentiel alimentaire de cette plante. Ses tubercules cultivés sont riches en protéines et peuvent être préparés cuits en purée.
Ses graines en gousse sont toxiques si elles sont consommées crues. Elles provoquèrent des intoxications durant les disettes à cause de la présence d'acide phytique.

## Calendrier républicain
Le nom du macjonc fut attribué au 27e jour du mois de brumaire du calendrier républicain ou révolutionnaire français, généralement chaque 17 novembre du calendrier grégorien.